# Wolfgang Streiter
Wolfgang Streiter (* 1763 in Mainz; † 29. Dezember 1831 in Aschaffenburg) war ein deutscher Architekt, der als Landbaumeister in Aschaffenburg wirkte. 
Als die erzbischöfliche Residenz 1792 von Mainz nach Aschaffenburg verlegt wurde, kam auch die Familie Streiter nach Aschaffenburg. Der Vater Johannes Streiter und zwei Brüder waren ebenfalls im Baufach tätig.
Ingenieuroffizier Michael von Streiter (1773–1838), Festungsbaudirektor von Ingolstadt, arbeitete am Ausbau der Festungsanlagen und war auch als Architekt in München tätig.
Friedrich Streiter (* 27. Januar 1780 in Mainz) bewarb sich am 15. Mai 1804 bei Fürst Johann Karl Ludwig zu Löwenstein-Wertheim-Freudenberg (1740–1816) als Baumeister. Am 22. Mai 1804 erhielt er die Anstellung und wurde ein bekannter Architekt im Wertheimer Raum.
Wolfgang Streiter war ein enger Mitarbeiter von Emanuel Joseph von Herigoyen, und als dieser 1804 mit Karl Theodor von Dalberg nach Regensburg ging, wurde er dessen Nachfolger als Stadt- und Landbaumeister in Aschaffenburg. Im Großherzogtum Frankfurt war er 1812 Unterleutnant im Ingenieur-Corps. Im Königreich Bayern wurde er am 12. Oktober 1822 zum Oberleutnant befördert und im selben Jahr pensioniert.  

## Werk

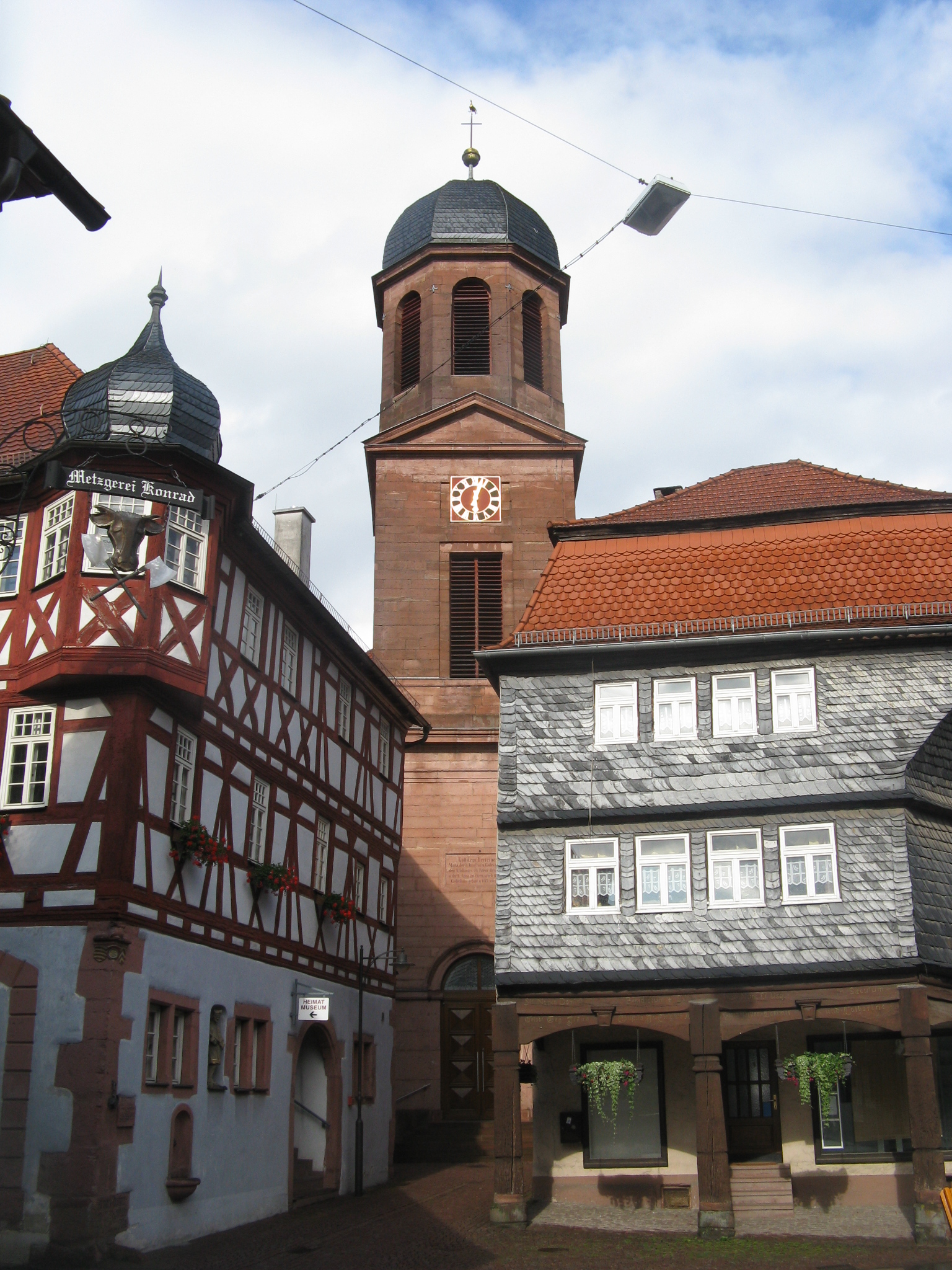
Kirche St. Johannes der Täufer, Rieneck (1809)

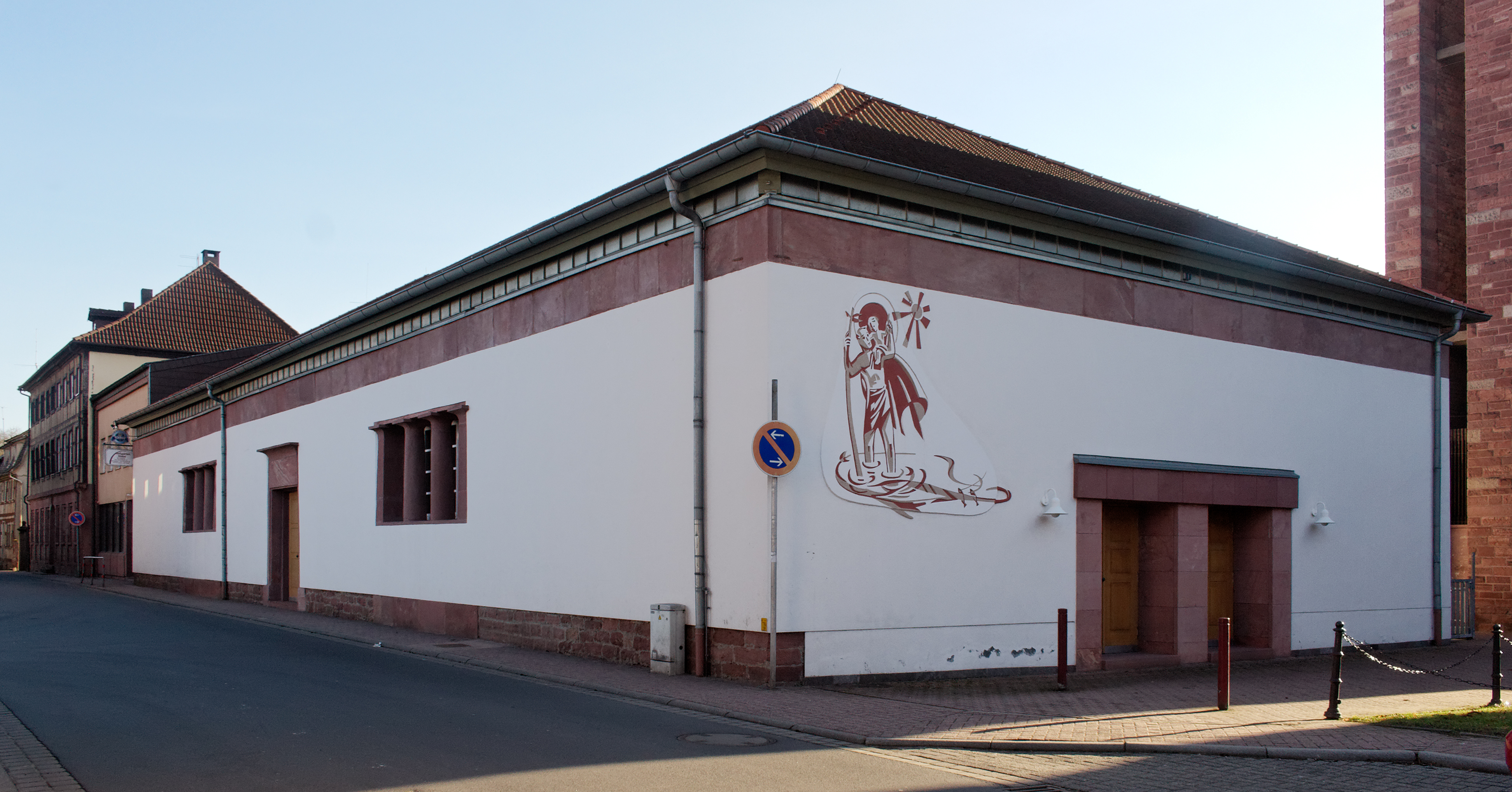
Hofgarten Kleinheubach, ehem. Reitstall

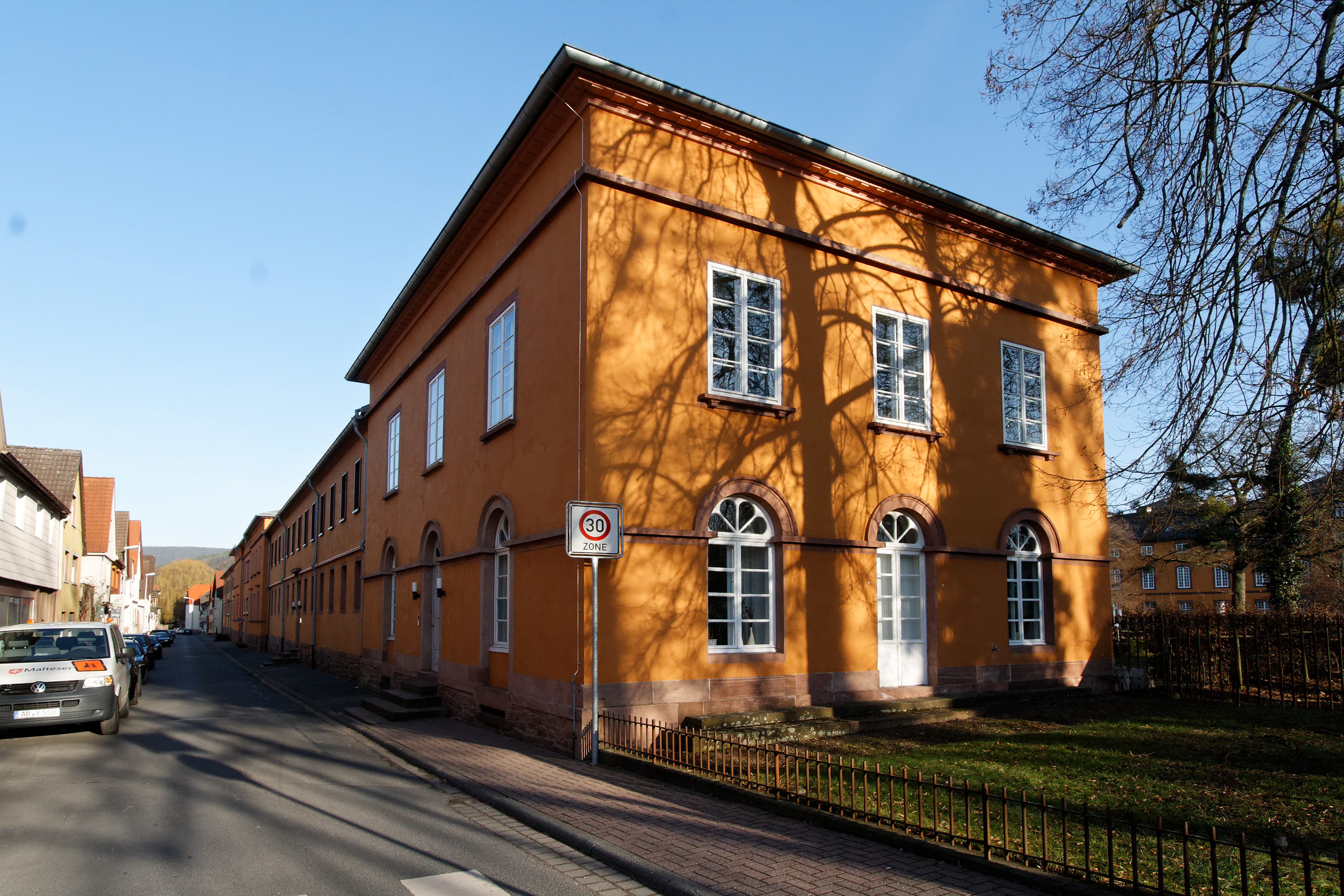
Hofgarten Kleinheubach, Dienerschaftsbau

- Haus Weihergarten 5, Mainz, neunachsiger nördlicher Hausteil mit Risalit für den Musikverlag Schott (um 1790)
- Haus Weihergarten 9, Mainz, dreigeschossiges Zeilenwohnhaus mit Torfahrt, es stellt insoweit eine Besonderheit dar, als es das Stilmittel der Fensterverdachung nur bei jedem zweiten Fenster der Beletage anwendet (um 1790)
- Wohnhaus, Metzgergasse 11 und 13, Aschaffenburg, dreigeschossiges Doppelhaus, Bruchstein mit Hausteingliederungen, seitlich angebaute Hoftor, zusammen mit Bruder Michael, für Archivrat Urban Müller (1803)
- Entwurf für ein Leichenhaus für einen Friedhof "Neuhof – Seegarten" (zwischen Brentano-  und Schweinheimer Straße an der Kreuzung dieser Straßen mit der Alexandra-, Wermbach- und Lamprechtstraße), Aschaffenburg (1804)[4]
- Wohnhaus, Karlstraße 2, Aschaffenburg, dreigeschossiger traufständiger Walmdachbau mit verputzten Fachwerkobergeschossen und Säulenportal (1804/05)
- Wohnhaus, Webergasse 4, Aschaffenburg, zweieinhalbgeschossiger Satteldachbau mit klassizistischem Fassadendekor, Lisenengliederung und Portal (1804/05)
- Portalbau mit Treppenaufgang und Terrasse, Nähe Suicardusstraße, zugehörig zu Kleine Metzgergasse 5 (1808)
- Katholische Stadtpfarrkirche St. Johannes der Täufer in Rieneck, klassizistischer Saalbau mit halbrund geschlossenem Chor, Westturm, mit Ausstattung (1809)
- Alte Katholische Pfarrkirche Mariä Verkündigung in Faulbach, mit Ausstattung (1809)
- Wohnhaus, Schlossgasse 10, Aschaffenburg,  dreigeschossiger Satteldachbau mit Geschossgesims und Zahnfries, klassizistisch, (1810)
- Ehemaliger Reitstall, Hauptstraße 23, Kleinheubach für die Fürstenfamilie zu Löwenstein (1812)
- Dienerschaftsbau, Schlosspark 4–7, Kleinheubach, langgestreckter klassizistischer Trakt zu 25 Achsen, zusammen mit Bruder Friedrich (1819–25)
- Städtisches Krankenhaus Aschaffenburg (damals Kranken- und Wohltätigkeitsanstalt) zweigeschossiger Hauptbau klassizistisch mit 15 Fensterachsen entlang der Wermbachstrasse an beiden Enden je ein Seitenflügel (1824)
- Infanterie-Kaserne Aschaffenburg, Goldbacher Straße vor dem Herstalltor, je ein Seitenflügel entlang der Weißenburger Straße und Heisestraße (1805–1807), nach 1895 abgebrochen
- Wohn- und Geschäftshaus Trockenbrodt, Wermbachstraße 1, im Zweiten Weltkrieg zerstört